# 蚌埠公交环线1路
蚌埠公交环线1路，是中国安徽省蚌埠市的一条公交线路，起讫站均为工农路。由蚌埠市公共交通集团有限公司运营、管理。

## 历史

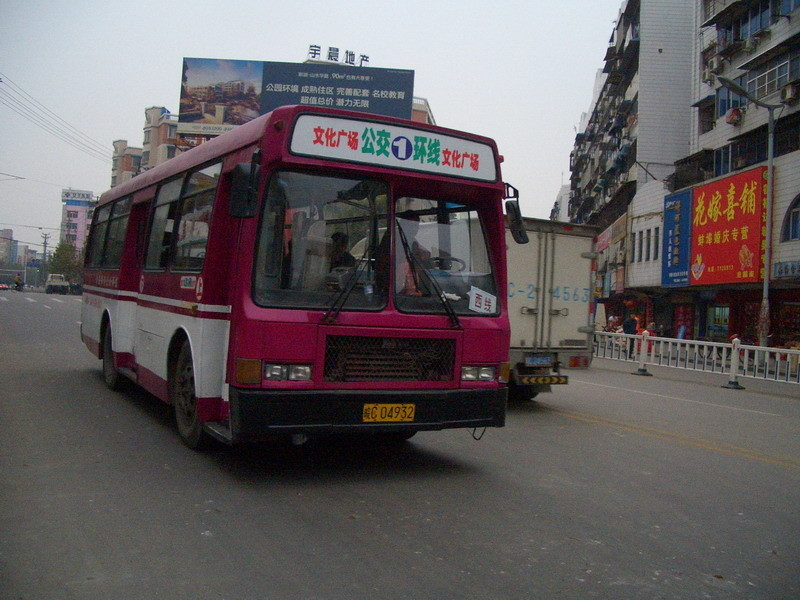
2008年10月开通的环线1路使用长江客车
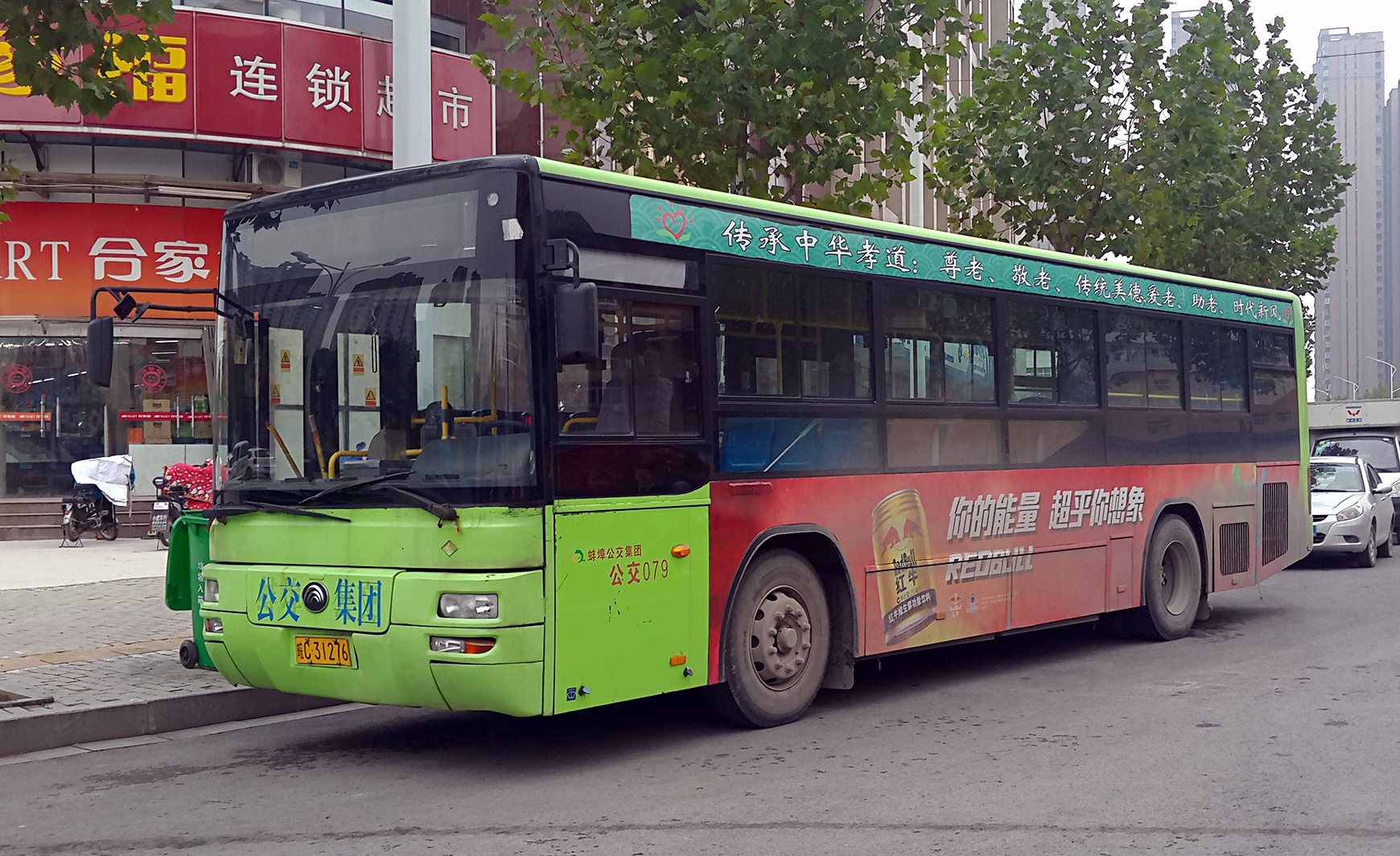
2013年环线1路使用的宇通客车
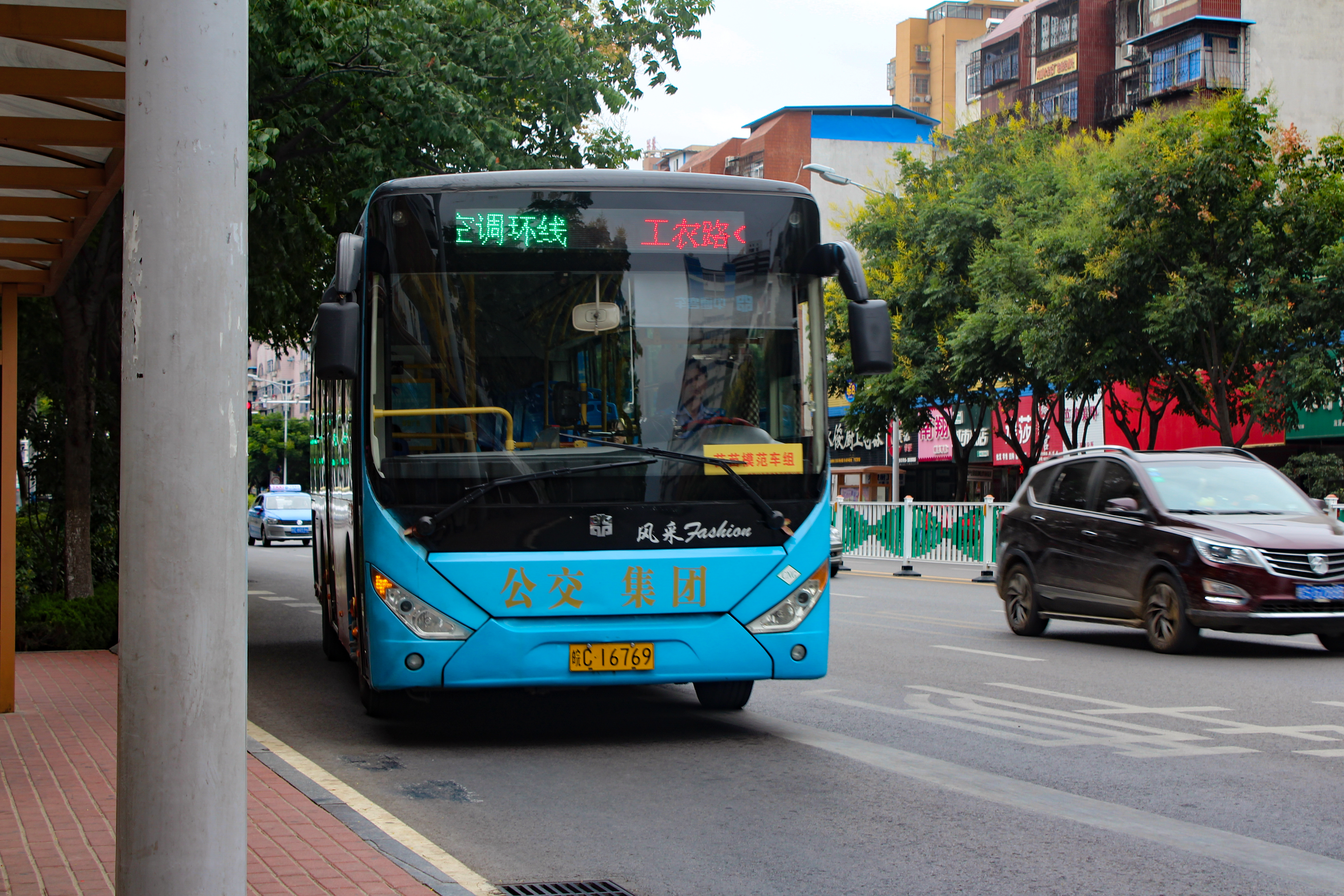
2014年环线1路使用的中通天然气空调车
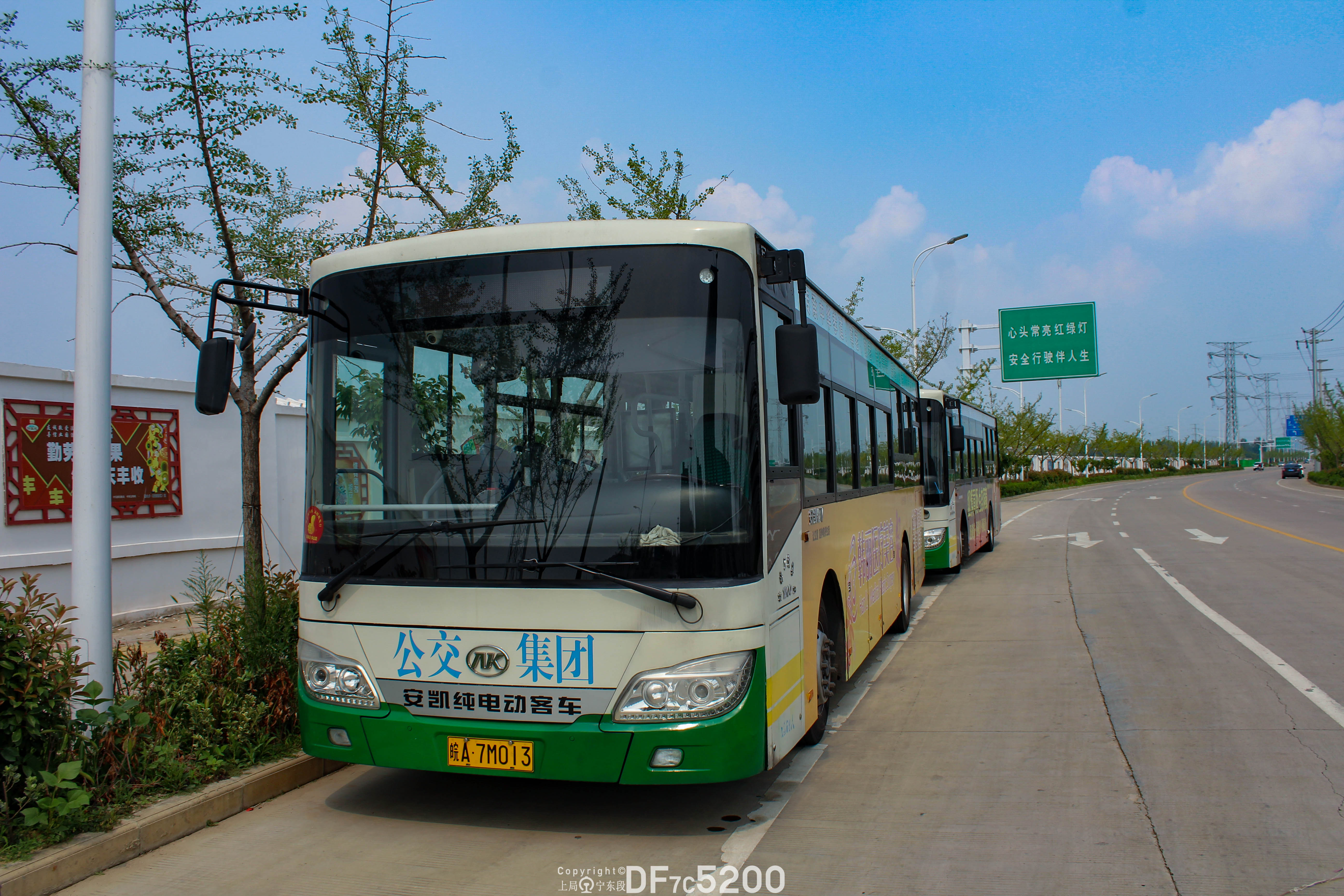
2015年起环线1路使用的安凯纯电动客车
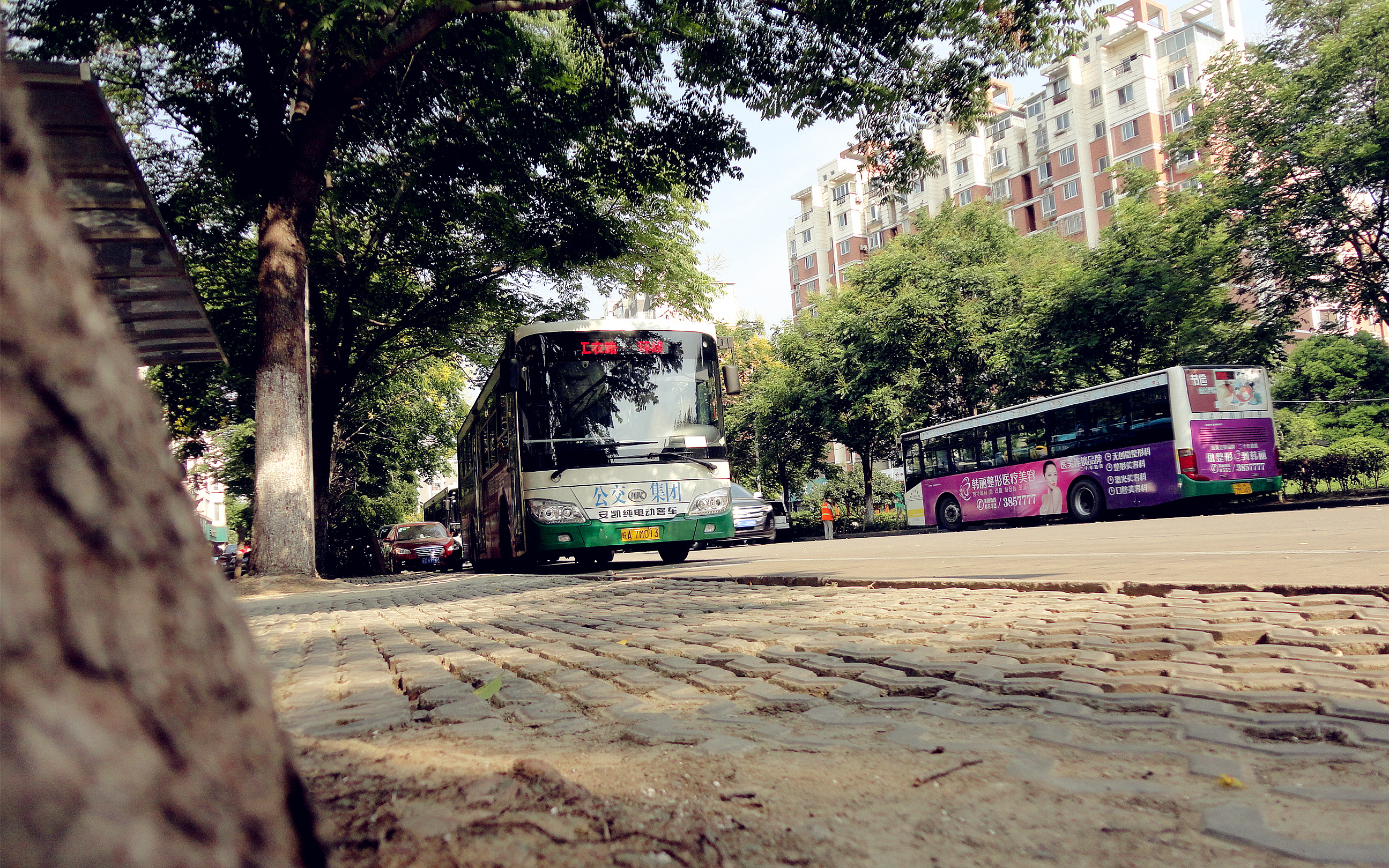
2015年起环线1路使用的安凯纯电动客车
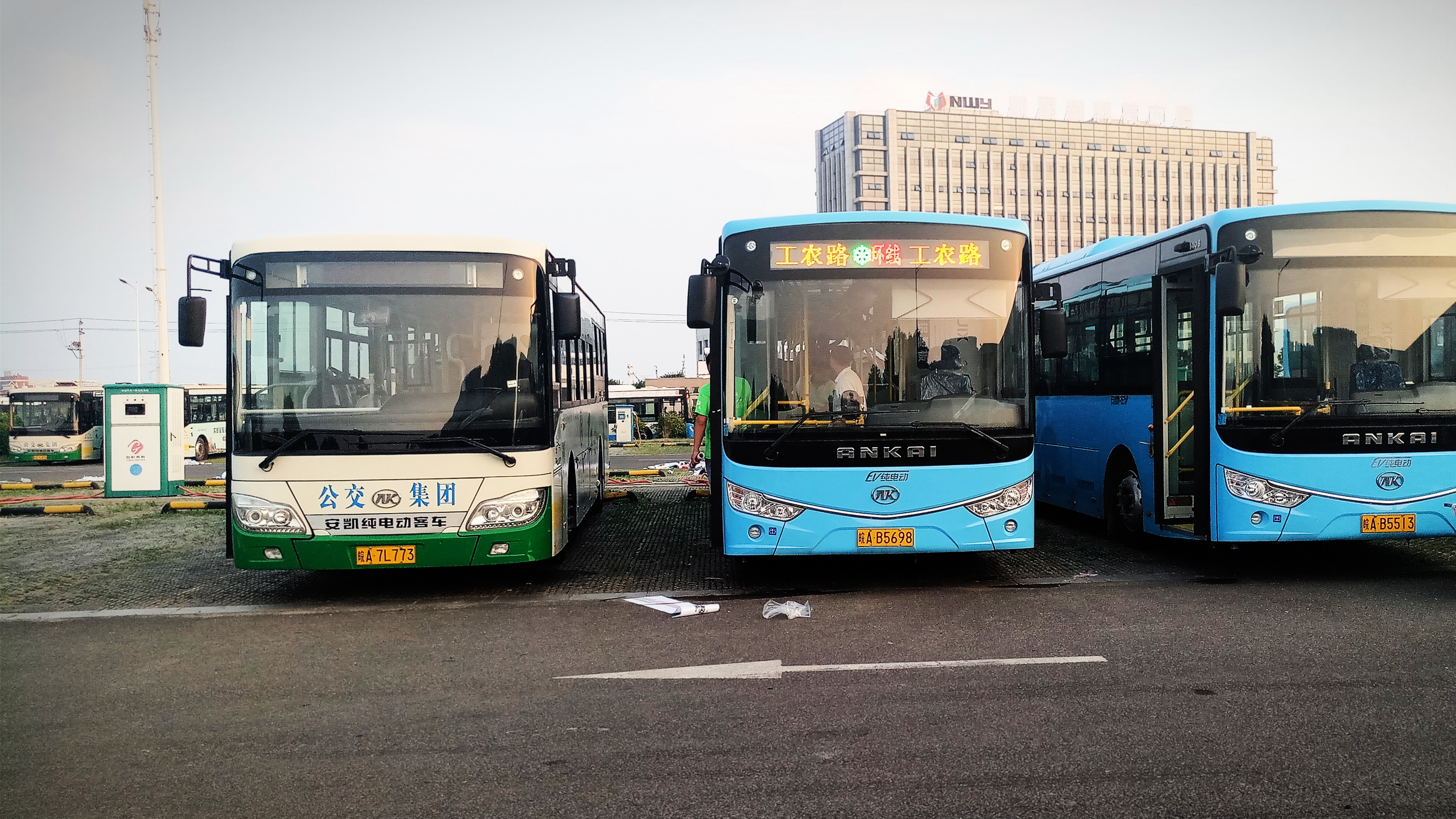
2017年环线1路使用的安凯纯电动空调车
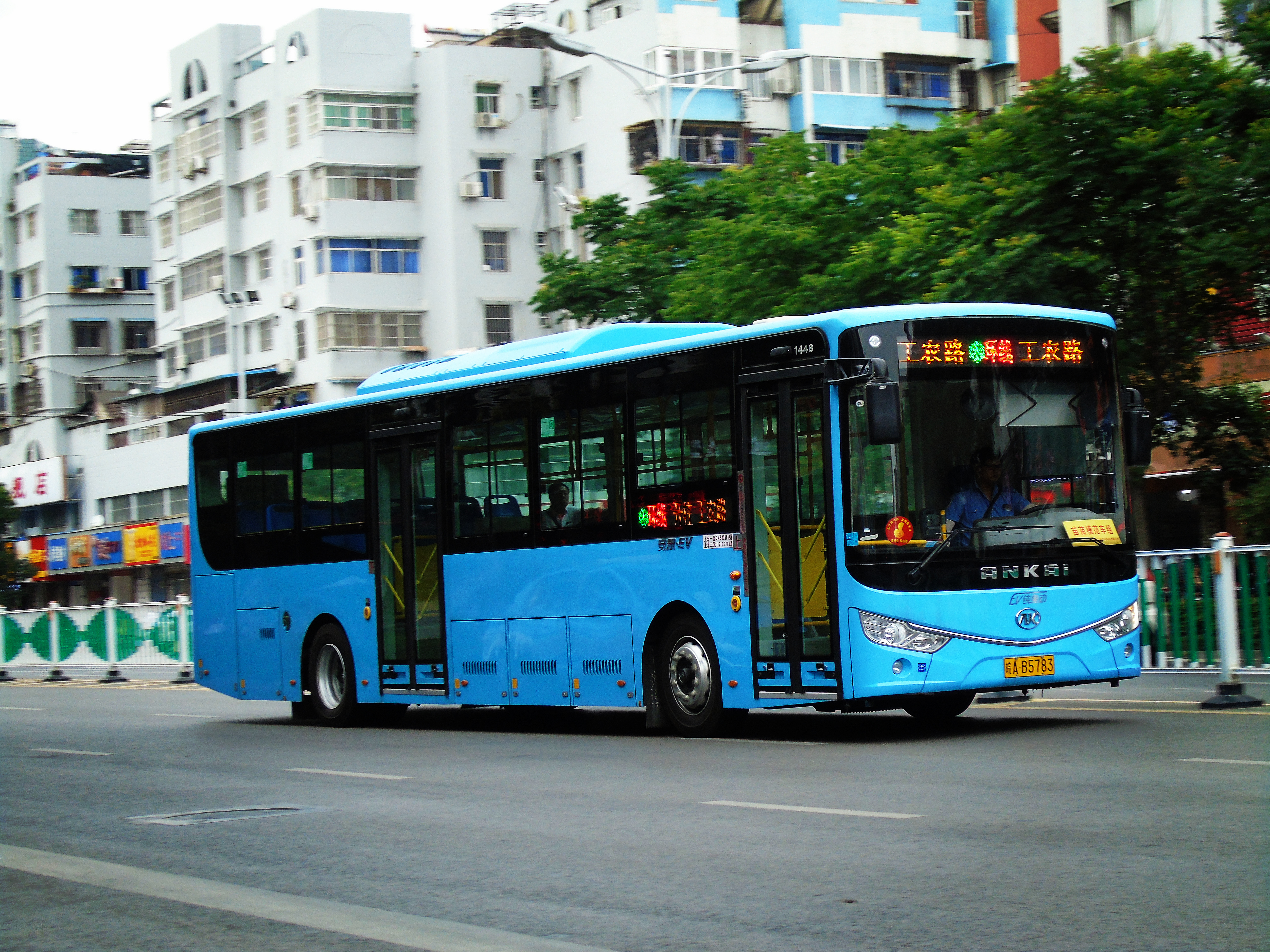
2017年6月环线1路在朝阳路
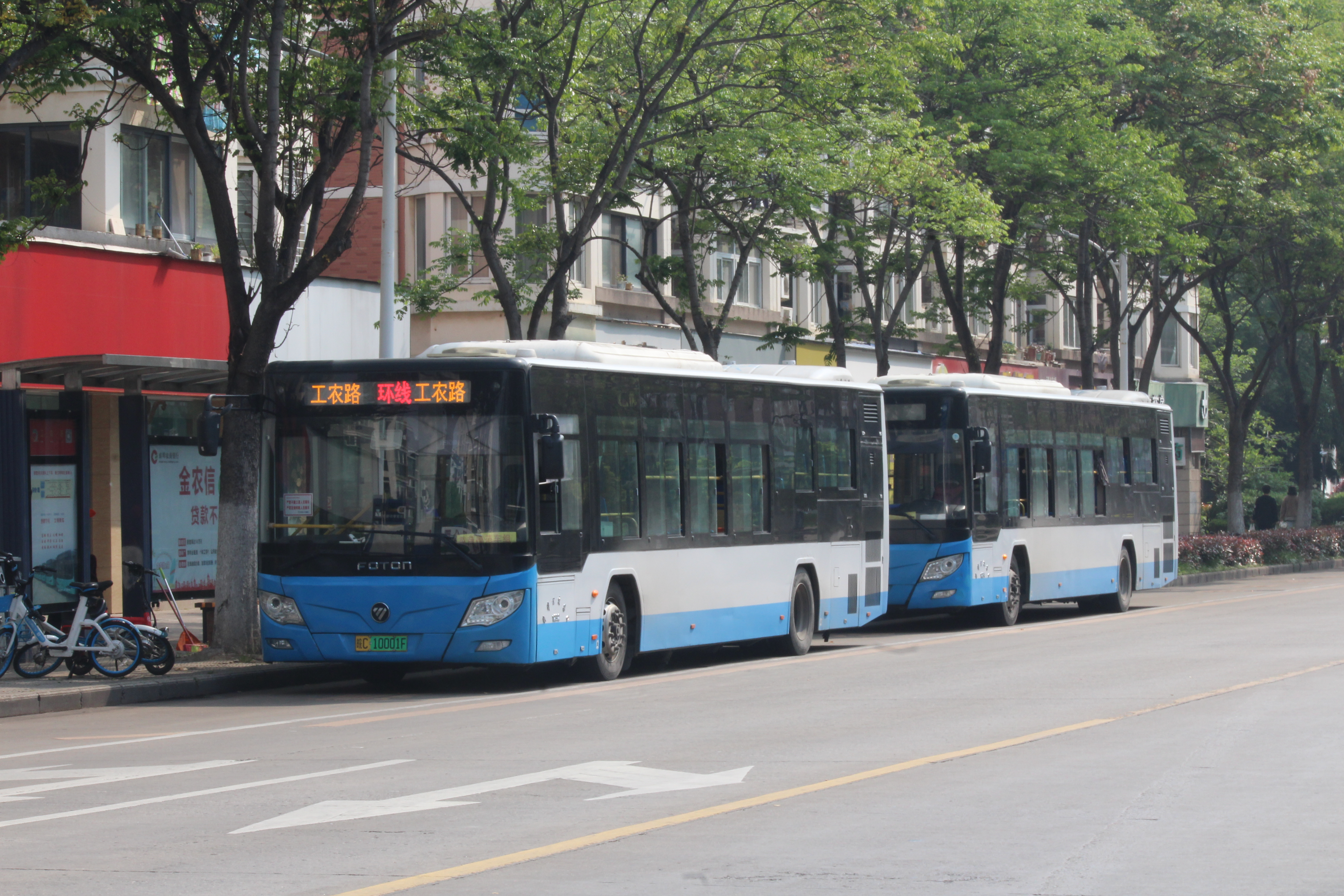
2020年4月环线在工农路

- 2008年10月28日，蚌埠公交公司新开通一条环线，使用全新长江客车，将联接新老城区，极大地方便沿线市民出行，同时也为华夏商圈与淮河商圈的携手“牵线搭桥”。[2]
- 2013年，蚌埠公交集团购置宇通客车投入环线1路，原有长江客车报废。[3]
- 2014年，蚌埠公交集团购置中通天然气空调车投入环线1路，同时将末班车时间延长至21:00。[4]
- 2015年，蚌埠公交集团租赁安凯纯电动客车投入环线1路。[5]
- 2017年，蚌埠公交集团租赁安凯纯电动空调车投入环线1路。[6]
- 2020年4月，蚌埠公交集团将118路使用的BJ6123PHEVCA-7与环线的HFF6129G03EV-1进行调换，三台ZK6125CHEVNPG4也并入环线运行。

## 站点

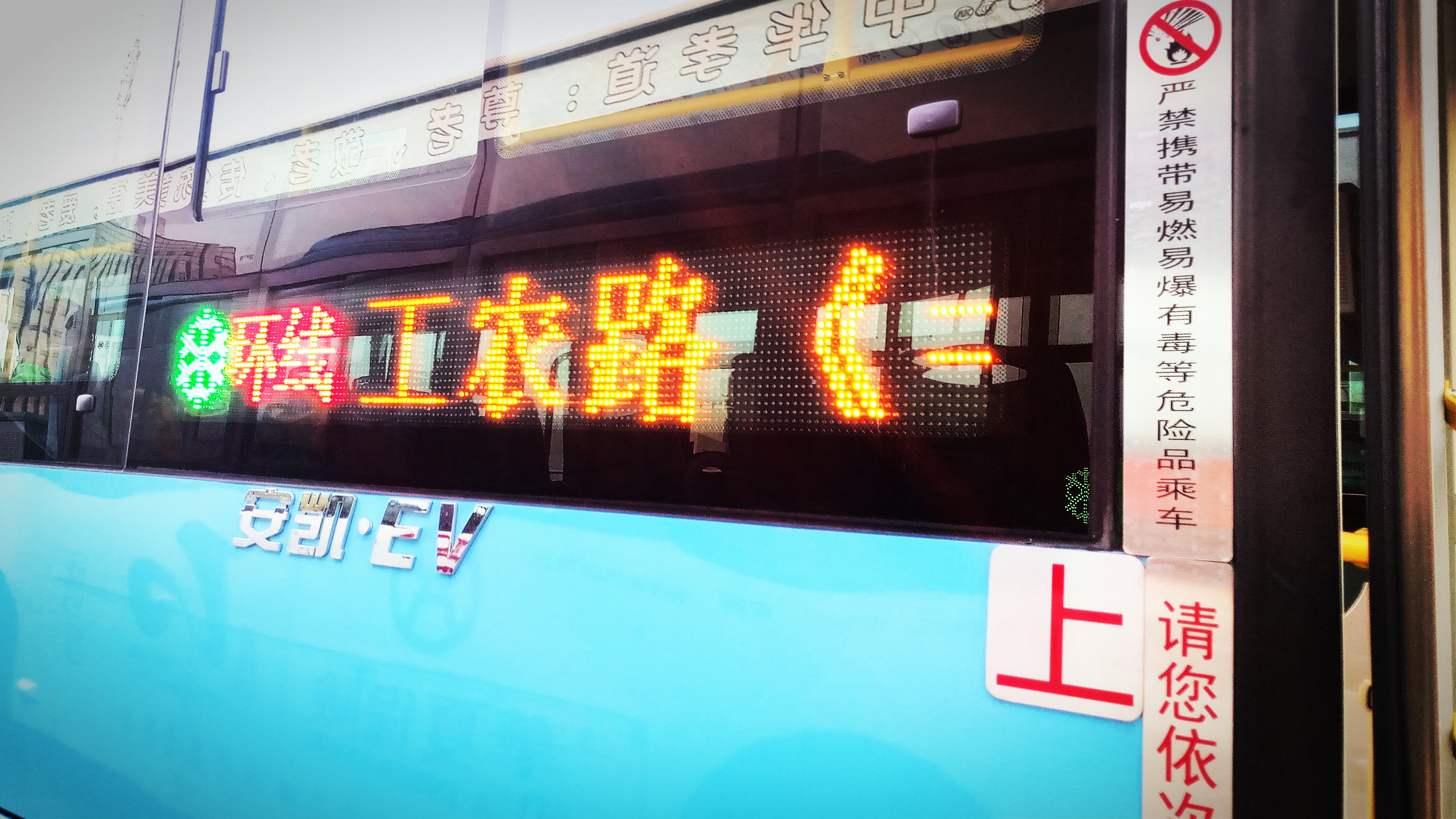
蚌埠公交环线1路电子显示屏

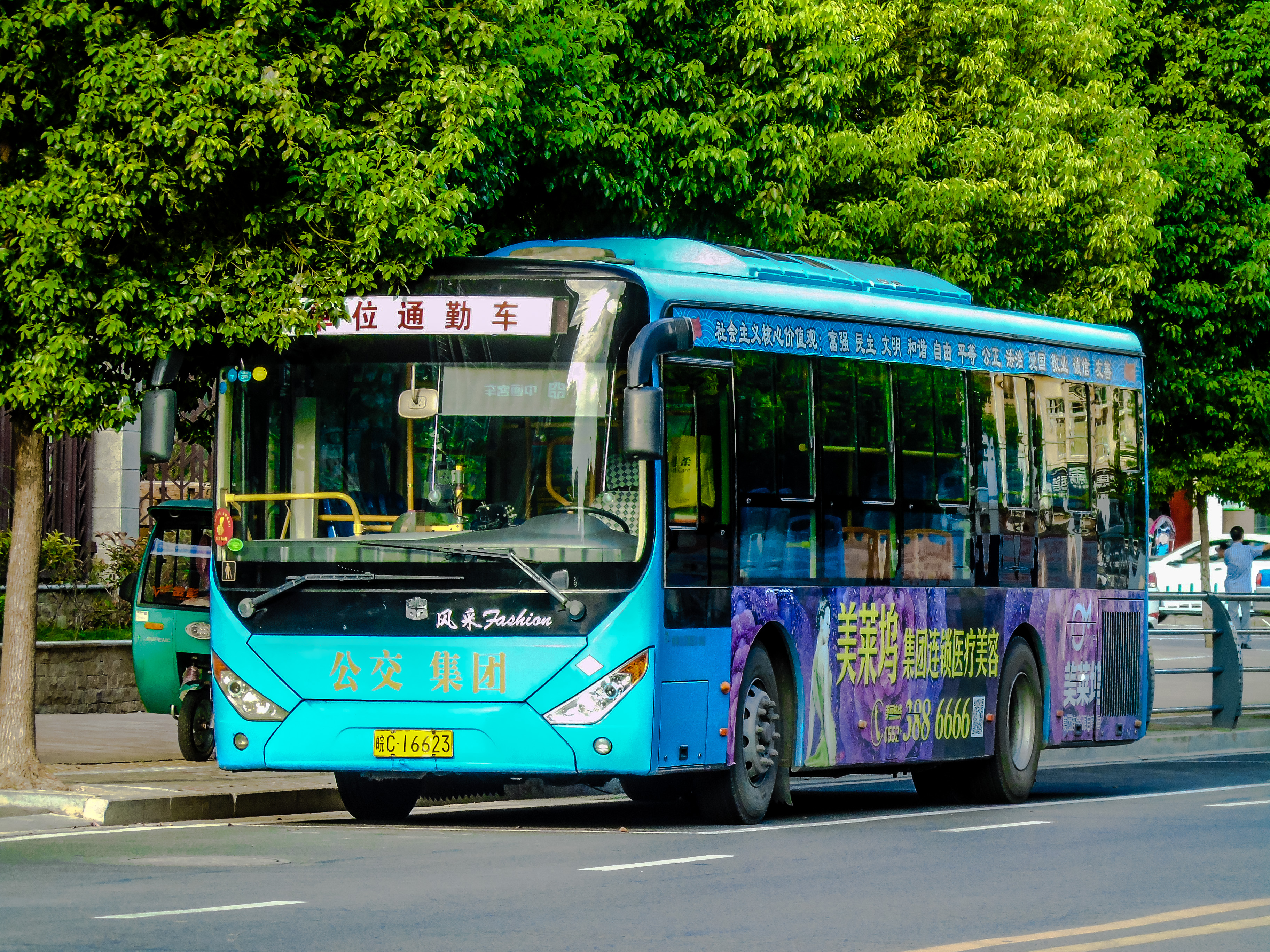
蚌埠公交环线1路退役车辆现为通勤车

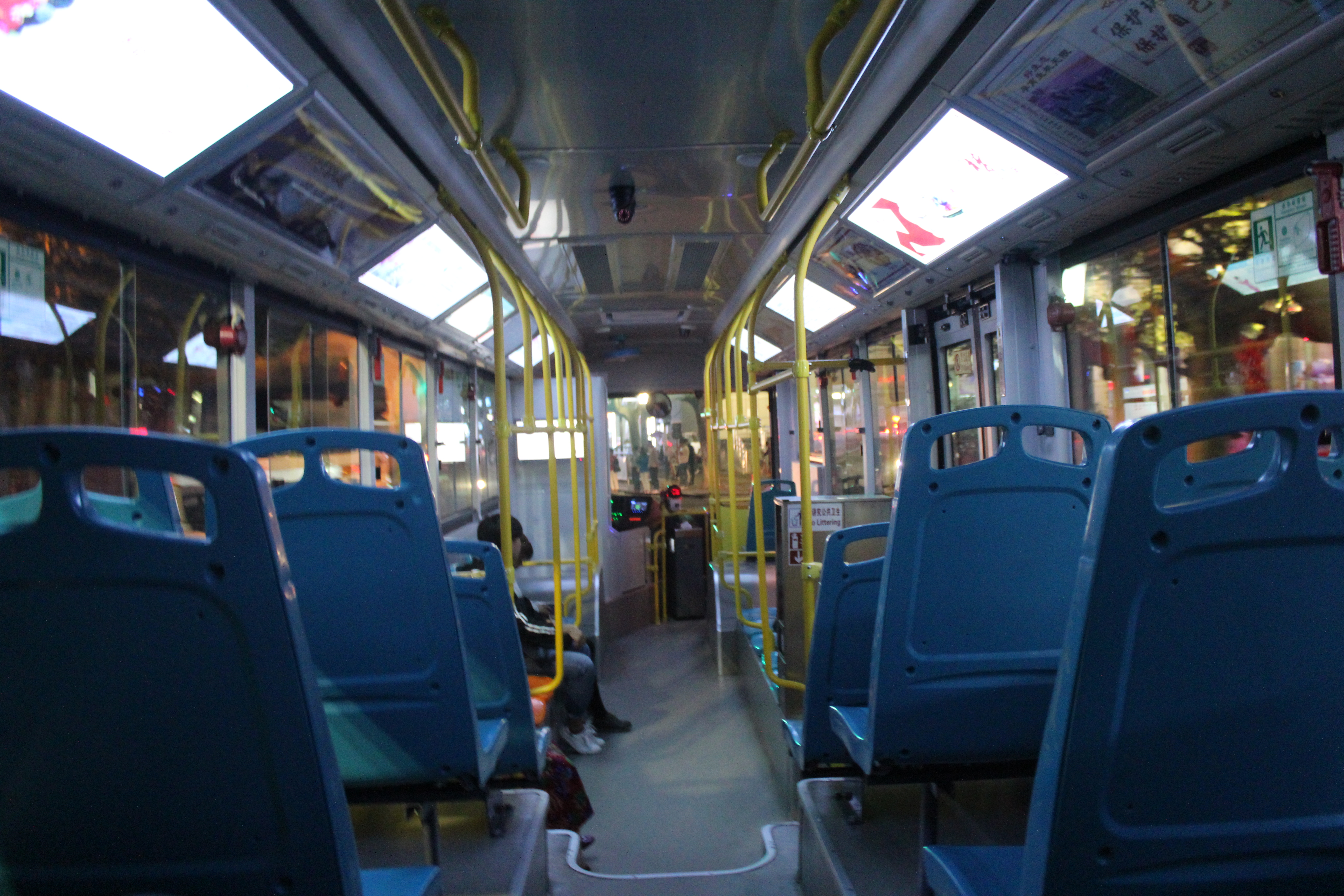
蚌埠公交环线1路车辆内饰

### 途经站
- 上行 ： 工农路 - 航苑路 - 浦发银行 - 中国银行 - 兴业街·延安路 - 宝龙城市广场 -  紫荆名流 -  新新家苑 -  二实小 -  二七文化宫 -  津浦大塘 - 中荣街 -  百货大楼 - 新华图书城 - 太平街 - 一中 - 四中 - 朝阳路·红旗一路 - 南岗四路 - 公交集团 - 工农路
- 下行 ： 工农路 - 公交集团 - 南岗四路 - 朝阳路·红旗一路 - 四中 - 一中 - 太平街 - 新华图书城 - 百货大楼 - 中荣街 - 津浦大塘 - 二七文化宫 - 二实小 - 新新家苑 - 紫荆名流 - 宝龙城市广场 - 兴业街·延安路 - 中国银行 - 浦发银行 - 航苑路 - 工农路[7][8]

### 换乘站
以下内容均统计自：蚌埠市公共交通集团有限公司营运线路一览表
- 浦发银行 ： 125路
- 中国银行 ： 125路 微3路
- 宝龙城市广场 ： 106路
- 紫荆名流 ： 106路
- 新新家苑 ： 117路 120路
- 二实小 ： 117路 120路
- 二七文化宫 ： 105路 108路 116路 117路 150路
- 津浦大塘南 ： 102路 105路 106路 108路 116路 118路 123路 微3路
- 中荣街 ： 101路 102路 微3路
- 百货大楼 ： 103路 104路 110路 112路 128路 301路 202路 204路
- 太平街 ： 102路 103路 125路 136路
- 一中 ： 101路 102路 103路 106路 108路 116路 136路 302路
- 四中 ： 101路 103路 104路 126路 136路
- 朝阳路·红旗一路 ： 103路 104路 119路 126路 135路 136路
- 南岗四路 ： 126路
- 公交集团 ： 101路 103路 110路

## 票价
- 未持卡乘客普通车投币1元，空调车投币2元。
- 持普通电子钱包卡普通车0.9元/次，空调车1.8元/次。
- 持学生月票卡普通车0.18元/次，成人卡0.36元/次，空调车加1元。
- 持老人卡、拥军卡、爱心卡的乘客免费乘车。[9]

## 资料来源
1. ↑  .   [2017-06-15]. （原始内容存档于2017-08-02）.
2. ↑  .   [2017-06-15]. （原始内容存档于2018-01-01）.
3. ↑  .   [2017-06-15]. （原始内容存档于2017-07-31）.
4. ↑  .   [2017-06-15]. （原始内容存档于2017-06-28）.
5. ↑  蚌埠市区纯电动公交车上路 充电一次5个小时[永久]
6. ↑  .   [2017-08-07]. （原始内容存档于2017-08-07）.
7. ↑  蚌埠首次开通公交环线[永久]
8. ↑  .   [2017-06-15]. （原始内容存档于2017-07-08）.
9. ↑  .   [2017-06-17]. （原始内容存档于2018-03-09）.